# 정과 애
"정과 애"는 1969년 공개된 대한민국의 영화이다.

## 배역
- 신영균
- 문희
- 고은아
- 어윤길
- 한은진
- 김웅
- 조덕성
- 신찬일